# 1925年大理地震
1925年大理地震于1925年3月16日22时42分（UTC+8）发生在中国云南省大理县、凤仪县一带。此次地震的震级为Ms 7，震中烈度达到IX度以上。震中地区人口稠密，地震造成的损失较大，大理等6县共5,908人丧生，8,303人受伤，53,031户受灾。

## 地质背景
1925年大理地震震中位于洱海断陷盆地南端，地处红河断裂带北段，属中甸—大理地震带。洱海断陷盆地西侧苍山夷平面海拔达3,700—3,800米，东侧夷平面为2,700—2,800米，而盆地海拔仅1,960米，对照性地形地貌特征显著。深部构造上，震中位于布格重力异常等值线转折部位，地处以鹤庆为中心的上地幔高导层隆起区西南边缘，处于地壳厚度等值线转折部位，地壳厚度约45千米。此次地震发震构造为红河断裂带北段主干断裂（即江尾—苴力断裂），该断裂全长约180千米，形成于晋宁运动后期，第四纪以来活动强烈。1925年大理地震震中100千米范围内，震前50年内记录到8次破坏性地震，最大为1901年邓川Ms 6.5地震；震后50年内发生Ms 5以上地震（不包括本次地震的强余震）16次，其中Ms 6以上有5次。

## 前震和余震
该地震属于前震—主震—余震型，3月14日（主震前2天）大理开始发生微震，15日地震多次，大理、凤仪两地部分房屋稍有受损，16日又震10余次，有感前震计40余次，最大前震为3月15日的大理Ms 4¾地震:104。主震之后至4月2日约有余震百余次，至当年10月共有5次Ms 4¾以上强余震:104，在4月3日的Ms 5½余震中，大理、凤仪之前未倒的房屋多被震倒。

## 震害情况
| 地区   | 死亡人数 | 受伤人数 | 受灾户数 | 倒房数（间） | 塌墙数（堵） | 压毙牲畜数 |
| ------ | -------- | -------- | -------- | ------------ | ------------ | ---------- |
| 大理县 | 3,736    | 7,260    | 39,731   | 75,963       | 96,629       | 10,113     |
| 凤仪县 | 1,215    | 552      | 6,421    | 18,967       | 19,659       | 2,316      |
| 宾川县 | 806      | 286      | 2,465    | 9,306        | 7,850        | 1,245      |
| 弥渡县 | 129      | 163      | 3,460    | 10,276       | 不详         | 2,315      |
| 祥云县 | 21       | 19       | 906      | 475          | 678          | 890        |
| 邓川县 | 1        | 23       | 48       | 175          | 不详         | 196        |
| 总计   | 5,908    | 8,303    | 53,031   | 115,162      |              | 17,075     |

地震主要造成大理、凤仪、宾川、弥渡、祥云、邓川6县受灾，震灾最重的区域在洱海周围，包括大理全境、凤仪东北部、宾川西部、邓川南部。据统计，大理、凤仪等六县5,908人死亡，8,303人受伤，共5.3万余户受灾，倒塌房屋11.5万间，牲畜死亡1.7万头。巍山、剑川、永胜、禄丰、昆明、通海、昆阳、建水、个旧等地亦有建筑受损，但破坏较轻，没有人员伤亡记录。昭通、玉溪、开远、维西、腾冲、临沧等地有感，最远的有震感地区距震中约300公里。
大理县受灾最重，全县死伤逾万人，占总人口的13.1%；大理城内墙倒屋塌，烟尘蔽空十余分钟，全城官民房屋、庙宇重者夷为平地，轻者墙壁倒塌，完好者百无一二；城墙、城楼严重坍塌，其中东、北城楼全塌；下关西洱河黑龙桥断为两截；田间地裂喷涌黑砂浊水，苍山中和峰出现裂缝；崇圣寺千寻塔、五华楼、弘圣寺塔等古迹受损，其中千寻塔的塔刹及铜像、铜塔模等文物震落，此后流失。凤仪县城墙坍塌四分之三，县署、监狱、民宅大多倾倒，班庄村压毙217人，华营村20余户全家罹难。宾川县东南城墙倒塌数十丈，四城楼均有崩塌，城内外房屋倒塌十分之二，枯井之泥沙翻腾于田上。弥渡县衙署、监狱、学校及新建的土城、碉楼等尽倾，多处地面有裂缝，姚旗营村房屋九成塌毁。祥云城内外破旧房屋均倒，新筑房屋亦多开裂。邓川县亦有人员伤亡。
除地震直接造成的损失外，还伴随着火灾、水灾等次生灾害。地震时，大理城内未熄的灯火与炉火引燃倒塌房屋，仓平巷、北街纸张铺等多处先后起火，狂风助推火势，形成绵延一里的火龙，因消防器具被埋、沟渠堵塞，救火艰难，至次日午间方熄，共烧毁铺房302间、住房128间，烧死19人；凤仪县十字街、城南街在地震时亦起火，火势蔓延四处，绣衣街一带全烧毁；宾川县名庄、南村、玉龙村等地也发生火灾，焚屋86所。大理地震后的火灾被认为是中国近代最大规模的地震火灾。地震引发洱海巨浪如吼，海啸般冲刷沿岸村落，田园庐舍被泥沙淹没；凤仪县乐和村、倒影碑两处，平地涌出红水冲坏田庐。此外，震后第四天，灾区气温骤降至零摄氏度以下，连下大雪，灾民衣食住房难以保障，时有冻饿而死者，进一步加重了灾情。

## 救灾
地震发生后，政府及民间力量开展了救灾工作。然而，由于当时云南自然灾害频发，匪患肆虐，且政府财政困难，导致整体救灾效果并不理想。
地方政府承担了救灾组织、救济工作。滇西镇守使李选廷于3月18日向云南省政府电告灾情:50-51，大理震灾善后筹赈会也于同日成立，统筹清除道路、疏通沟渠、掩埋遗体、设南北粥厂救济灾民等事务；此外，还成立了大理善后工赈局、大理等属震灾负伤治疗所等，工赈局负责修复商铺、恢复工商秩序等，治疗所免费收治伤员。云南省政府先后拨发急赈款滇币6万元，按“压毙每丁口给掩埋费2元，压伤每丁口给调养费1元，受灾每户赈款9角”的标准分配，不足部分由李选廷捐银一千元补足；并允许灾区提用积谷、公款办赈，并令迅速勘灾，电令邻县接济。由于救济组织不到位、救灾资源短缺，政府在抗震救灾中的作用并不突出:66-69。
民间组织和社会个体亦积极参与救灾。旅京、旅沪云南同乡分别成立“北京云南震灾协济会”及“旅沪云南赈济会”，募款超18万元；华洋义赈会云南分会拨款中约有滇币2.4万元被用于地震救灾；全国基督教协进会向各教会募捐大洋4739.49元；云南红十字会刘锦堂、高明奎率队前往大理，救治伤者并协助掩埋遗体；此外，旅缅侨胞、腾越商界、日本驻滇领事糟谷廉二等也曾向灾区捐款。